# It's a Compton Thang
Albums de Compton's Most Wanted
Straight Checkn 'Em
(1991)
Singles
1. I'm Wit Dat
Sortie : 1990
2. One Time Gaffled Em Up
Sortie : 1990

It's a Compton Thang est le premier album studio de Compton's Most Wanted, sorti le  24 mai 1990.
L'album s'est classé 32e au Top R&B/Hip-Hop Albums et 133e au Billboard 200.

## Liste des titres
| No  | Titre                    | Contient un (des) sample(s) de | Durée |
| --- | ------------------------ | --- | ----- |
| 1.  | One Time Gaffled 'Em Up  | You Can Have Watergate Just Gimme Some Bucks and I'll Be Straight de Fred Wesley and The J.B.'s Christmas Rappin' de Kurtis Blow Fuck Tha Police de N.W.A Children's Story de Slick Rick Court Is Now in Session de Chill Rob G | 3:55  |
| 2.  | I'm Wit Dat              | Joy d'Isaac Hayes The Bridge Is Over des Boogie Down Productions It's Funky Enough de The D.O.C. | 4:57  |
| 3.  | Final Chapter            | The Grunt des J.B.'s Gimme Some More des J.B.'s Hot Pants de James Brown The Payback de James Brown Introduction to the J.B.'s de Fred Wesley and The J.B.'s (It's Not the Express) It's the J.B.'s Monaurail des J.B.'s Here We Go (Live at the Funhouse) de Run–D.M.C. AJ Scratch de Kurtis Blow Welcome to the Terrordome de Public Enemy | 4:37  |
| 4.  | I Give Up Nuthin'        | Kool Is Back de Funk, Inc. Brother Green (The Disco King) du Roy Ayers Ubiquity It's My Turn de Dezo Daz featuring DJ Slip | 3:03  |
| 5.  | This Is Compton          | Get Out of My Life, Woman de Lee Dorsey Long Red de Mountain It's My Turn de Dezo Daz featuring DJ Slip Rhymes Too Funky de Compton's Most Wanted featuring Old Man Conway | 4:32  |
| 6.  | Rhymes Too Funky Pt. 1   | Blow Your Head de Fred Wesley and The J.B.'s Ain't We Funkin' Now des Brothers Johnson | 2:29  |
| 7.  | Duck Sick (DJ Quik Diss) | Red Baron de Billy Cobham | 4:30  |
| 8.  | Give It Up               | Different Strokes de Syl Johnson Give It Up de Lee Dorsey | 4:09  |
| 9.  | Late Night Hype          | Mary Jane de Rick James Will You Be Mine d'Anita Baker | 4:49  |
| 10. | I Mean Biznez            | Everything I Do Gonh Be Funky (From Now On) de Lee Dorsey It's My Turn de Dezo Daz featuring DJ Slip Strictly Business d'EPMD Mind Blowin' de The D.O.C. | 3:47  |
| 11. | It's a Compton Thang     | Just the Way You Like It du S.O.S. Band Sugar Free de Juicy It's My Turn de Dezo Daz featuring DJ Slip | 5:11  |